# 권욱
권욱(權郁, 1951년 8월 25일 ~ , 경남 합천)은 대한민국의 공무원이다.

## 학력
- 1968년 : 경북대학교 사범대학 부설고등학교 졸업
- 1974년 : 부산대학교 법학 학사
- 1978년 : 서울대학교 행정대학원
- 1986년 : 서던캘리포니아대학교 대학원 행정학 석사

## 경력
- 1977 : 제2회 행정고등고시 합격
- 1988 : 대통령비서실 행정비서실 행정관
- 1993 ~ 1995 : 내무부 세정과장, 총무과장
- 1995 ~ 1997.02 : 경상남도 밀양시장, 창원부시장
- 1996.06 ~ 2000.01 : 국무조정실 자치행정심의관
- 1997.02 ~ 1999.06 : 경상남도 내무국장, 기획관리실장
- 2000.01 ~ 2002.08 : 행정자치부 공보관, 자치행정국장
- 2002.08 ~ 2003.04 : 행정자치부 소청심사위원회 위원
- 2004 ~ 2004.05 : 행정자치부 민방위재난통제본부장
- 2004.06 ~ 2006.01 : 소방방재청 청장

## 참고
| 전임 남상호 (행정자치부 소방국장) | 초대 소방방재청장 2004년 6월 1일 ~ 2006년 1월 31일 | 후임 문원경 |